# International Bobsleigh and Skeleton Federation
International Bobsleigh and Skeleton Federation (IBSF), tidigare Fédération Internationale de Bobsleigh et de Tobogganing (FIBT), är det internationella idrottsförbundet för bobsleigh och skeleton
Förbundet bildades 1923 i Paris, Frankrike, och fungerar som paraplyorganisation för 14 nationella förbund. Huvudkontoret finns i Lausanne i Schweiz.
Världens första bobklubb bildades 1897 i Sankt Moritz, Schweiz. Runt 1914 hölls tävlingar på naturis. FIBT bildades 1923, och erkändes av IOK 1924. År 2015 bytte organisationen namn från FIBT till IBSF.

## Ordförande
- Count Renaud de la Frégeolière från Frankrike (1886-1981), i tjänst 1923-1960
- Almicare Rotta från Italien (1911-1981), i tjänst 1960-1980
- Klaus Kotter från Västtyskland (från 1990 Tyskland) (1934-2010), i tjänst 1980-1994
- Robert H. Storey från Ottawa, Ontario, Kanada (född 1942), i tjänst 1994-2010.
- Ivo Ferriano från Italien (född 1960), i tjänst 2010-.

## Mästerskap
- Bob vid olympiska vinterspelen
- Världscupen i bob
- FIBT-världsmästerskapen
- Skeleton vid olympiska vinterspelen
- Världscupen i skeleton